# Hotel Centrál
A Hotel Centrál eklektikus–neoreneszánsz stílusban emelt impozáns, műemléki védettséggel bíró épület, amely Mezőhegyes központjában, a Kozma Ferenc utca 22. szám alatt található, és a Városházával szemben helyezkedik el. Építészeti stílusjegyeit tekintve az elővárosi eklektika fa gerendavázas, faverandás tiroli (svájci) változatának képviselője, amely Magyarország egyetlen napjainkban is fennálló fagerendavázas (fachwerkes) szállodájának számít.
A Hotel Centrált 1885-ben építették fel Mezőhegyes városa alapításának, illetve a Mezőhegyesi Állami Ménesbirtok fennállásának századik évfordulója alkalmából. Megnyitását követően eredetileg kiállítási pavilonként működött, majd szállodát létesítettek benne Központi Szálloda néven. Később az épületben kapott helyet a Tiszti Kaszinó, majd a Centrál Hotel, ezt követően pedig a Kovács Vendéglő elnevezést kapta bérlője után. A második világháború után Új Világ néven működött, majd újra Centrál Hotel lett a neve. Egy időben művelődési otthonként és irodaházként is üzemelt, napjainkban a Centrál Étterem működik benne.
Eredetileg zsindelyfedéssel rendelkezett. Az emeletes, magas tetős,  L alakú épületnek kétoldali, fa gerendavázas aszimmetrikus oromzata van, csúcsíves  óratornyával a színes üvegezésű, zárt erkélyt összeépítették. A Hotel Centrál három nagyteremmel rendelkezik, ezek közül a földszinten találhatónak kazettás mennyezete van, öntöttvasból készült oszlopok díszítik. Az emeleti nagyterem szintén famennyezetes, karzattal ellátott díszteremként szolgál. A báltermében napjainkban esküvői szertartásokat, önkormányzati üléseket és szakmai konferenciákat tartanak. Az épület a Mezőkovácsháza Körzeti Földhivatalhoz tartozik.